# Студенников, Игорь Иванович
Игорь Иванович Студенников (род. 14 сентября 1940) — советский и российский дипломат. Чрезвычайный и полномочный посол (1996).

## Биография
Окончил МГИМО МИД СССР (1968) и факультет повышения квалификации при Дипломатической академии МИД СССР (1989). На дипломатической работе с 1968 года. Владеет английским и французским языками. 
- В 1968—1970 годах — дежурный референт, переводчик Посольства СССР в Демократической Республике Конго.
- В 1973—1979 годах — третий, второй, первый секретарь Посольства СССР в Алжире.
- В 1981—1982 годах — советник Посольства СССР в Нигере.
- В 1982—1987 годах — атташе по культуре Посольства СССР в Алжире.
- В 1990—1992 годах — заместитель начальника Управления стран Африки МИД СССР.
- С 2 марта 1992 по 27 августа 1998 года — чрезвычайный и полномочный посол Российской Федерации в Гвинее[1][2].
- С 2 ноября 1992 по 27 августа 1998 года — чрезвычайный и полномочный посол Российской Федерации в Сьерра-Леоне по совместительству[3][2].
- С декабря 1998 по май 1999 года — исполняющий обязанности директора Департамента Африки МИД России.
- С мая 1999 по февраль 2001 года — директор Департамента Африки МИД России.
- С 13 февраля 2001 по 1 сентября 2004 года — чрезвычайный и полномочный посол Российской Федерации в Латвии[4][5].

## Дипломатический ранг
Чрезвычайный и полномочный посол (11 декабря 1996).

## Награды
Орден Дружбы (18 ноября 2000) — за образцовое исполнение служебного долга

## Семья
Женат, имеет двоих детей.